# Karel V.
Karel V. (24. února 1500, Prinsenhof – 21. září 1558, klášter Yuste) byl císař Svaté říše římské a arcivévoda rakouský v letech 1519 až 1556, král španělský v letech 1516 až 1556 a pán Nizozemí jako titulární vévoda burgundský v letech 1506 až 1555. Byl dědicem a poté hlavou vzestupujícího rodu Habsburků. Jeho panství v Evropě zahrnovalo Svatou říši římskou, která sahala od Německa po severní Itálii, včetně rakouských dědičných zemí a burgundského Nizozemí, a dále Španělsko s jeho državami v jižní Itálii – Neapolským, Sicilským a Sardinským královstvím. V Americe dohlížel na pokračování španělské kolonizace a krátkodobou německou kolonizaci. Personální unie evropských a amerických území, kterým vládl, byla prvním souborem říší označovaným jako „říše, nad níž slunce nikdy nezapadá“.
Karel se narodil ve Flandrech jako syn habsburského arcivévody Filipa Sličného, syna císaře Maxmiliána I. a Marie Burgundské, a Johany Kastilské, mladší dcery Isabely I. Kastilské a Ferdinanda II. Aragonského, katolických panovníků Španělska. Jako dědic svých prarodičů zdědil rodová panství v mladém věku. Po smrti svého otce v roce 1506 zdědil Nizozemí. Roku 1516 se stal králem Španělska jako spoluvládce Kastilie a Aragonie spolu se svou matkou. Španělská panství zahrnovala kastilské kolonie v Západní Indii a Americe, stejně jako Neapol, Sicílii a Sardinii. Po smrti svého děda Maxmiliána v roce 1519 zdědil rakouské dědičné země a byl zvolen císařem Svaté říše římské. Přijal císařské jméno Karel V. jako svůj hlavní titul a stylizoval se jako nový Karel Veliký.
Karel oživil středověkou myšlenku univerzální monarchie. Bez pevně stanoveného hlavního města vykonal 40 cest po různých částech své říše a čtvrtinu své vlády strávil na cestách. Ačkoli svou říši získal pokojnou cestou, většinu života strávil válčením, čímž vyčerpal své příjmy a zanechal dluhy ve snaze bránit celistvost Svaté říše římské proti protestantské reformaci, expanzi Osmanské říše a válkám s Francií. Karel si půjčoval peníze od německých a italských bankéřů a na jejich splacení spoléhal na bohatství Nizozemí a tok stříbra z Nového Španělska a Peru, které se dostaly pod jeho vládu po španělském dobytí Aztécké a Incké říše, což způsobilo rozsáhlou inflaci.
Jako král Německa korunovaný v Cáchách se Karel postavil na stranu papeže Lva X. a na wormském sněmu v roce 1521 prohlásil Martina Luthera za psance. Téhož roku zahájil francouzský král František I., obklopený habsburskými državami, válku v Itálii, která vedla k bitvě u Pavie (1525), což bylo pro Karla obrovské vítězství, při kterém byl dokonce zajat francouzský král. V roce 1527 Řím vyplenila armáda Karlových vzbouřených vojáků. Poté Karel bránil Vídeň proti Turkům a získal korunovaci jako král Itálie a císař Svaté říše římské od papeže Klementa VII. V roce 1535 ovládl Milán a dobyl Tunis. Nicméně ztráta Budína při bojích o Uhry a neúspěšná výprava do Alžíru na počátku 40. let 16. století zmařily jeho protiosmanské plány. Po letech jednání se Karel dohodl s papežem Pavlem III. na svolání Tridentského koncilu (1545). Odmítání luteránského Šmalkaldského spolku uznat platnost koncilu vedlo k válce, ve které Karel zvítězil. Avšak francouzský král Jindřich II. poskytl novou podporu luteránské věci a posílil francouzsko-osmanskou alianci se Sulejmanem Nádherným.
Nakonec Karel přistoupil na Augšpurský mír a opustil svůj mnohonárodní projekt. V roce 1556 se vzdal vlády a rozdělil své dědičné a císařské državy mezi španělskou větev Habsburků, vedenou jeho synem Filipem II. Španělským, a rakouskou větev Habsburků, vedenou jeho bratrem Ferdinandem. V roce 1557 se Karel uchýlil do kláštera Yuste v Extremaduře, kde o rok později zemřel.

## Původ
Karel V. pocházel z rodu Habsburků a byl prvním španělským králem z této dynastie. Byl druhorozeným dítětem Filipa Sličného, syna císaře Maxmiliána I., a španělské infantky, pozdější kastilské královny Jany I. Kastilské. Po předčasné smrti otce, již následovalo propuknutí duševní choroby u matky, se stal dědicem burgundského vévodství, jež zahrnovalo především sedmnáct nizozemských provincií. V hospodářsky i kulturně vyspělém Nizozemí, ve městech Gentu a Bruselu, byl také vychován pod dohledem svojí tety Markéty Rakouské.
V roce 1516 zemřel Karlův dědeček Ferdinand Aragonský a mladý Habsburk byl povolán na španělský trůn, přestože si zesnulý král nástup Habsburků nepřál. Skutečnou dědičkou Kastilie a Aragonu byla sice Karlova matka Jana (Juana), která však byla kvůli svému duševnímu stavu již delší dobu internovaná. O tři roky později, po smrti Maxmiliána I., byl Karel zvolen římským králem. Současně zdědil tzv. dědičné habsburské země.

## Panování

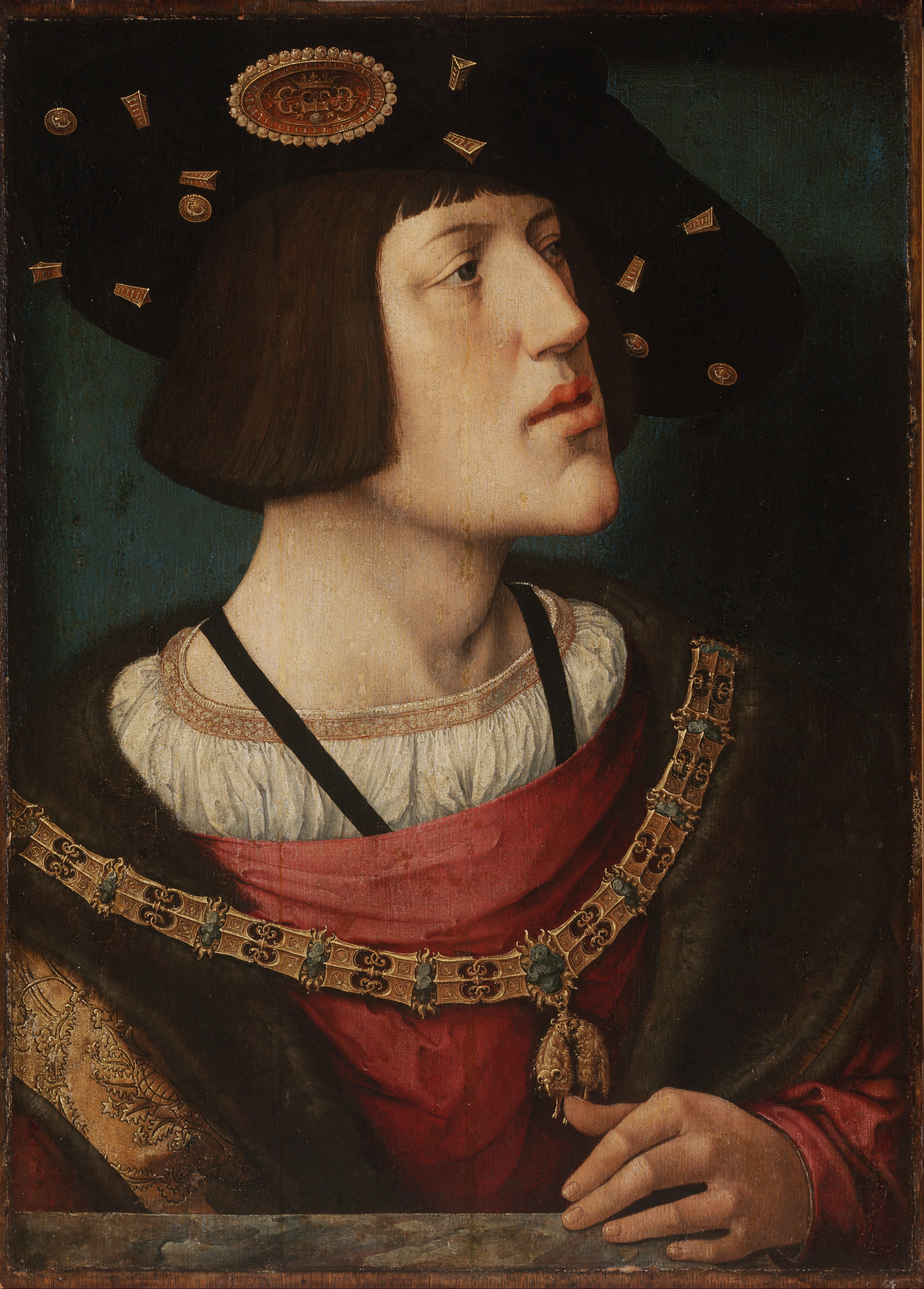
Císař Karel ještě jako mladík

V době jeho mládí byli jeho vychovateli Vilém z Croy, pán z Chiévres, a Adrian Floriszoon (později papež Hadrián VI.). Roku 1515 byl Karel prohlášen formálně za plnoletého, ale ve skutečnosti za něho vládl Croy. Karel se začal domáhat na svém dědovi, králi Ferdinandovi, kastilské koruny jakožto dědictví své matky, ale než došlo k dohodě, Ferdinand roku 1516 zemřel. Karel poté zdědil korunu kastilskou i aragonskou se vším příslušenstvím, ale v Kastilii byl dlouho formálně pouze spoluvládcem své choromyslné matky (Jana zemřela roku 1555).
Panovníkem se stal jako člověk nehotový. Byl od mládí slabého těla, zvolna dospíval na duchu a jeho povaha se teprve během času ustálila. V roce 1517 přijel do Španělska a hned vzbudil proti sobě nevoli tím, že všude dával přednost Nizozemcům před Španěly. Nespokojenost živená také jinými příčinami stále rostla, a roku 1520, právě když Karel odjížděl do Svaté říše římské, vypuklo povstání, které se záhy obrátilo v boj měst proti vyšší šlechtě. Karel se do svaté říše vypravil, protože v lednu 1519 zemřel jeho děd císař Maxmilián I. a kurfiřtové přes všechny snahy francouzského krále Františka I. o vlastní volbu zvolili císařem Karla (28. června 1519). Ovšem i Karel musel přinést značné oběti; sama kandidatura – též jedna z příčin nespokojenosti Španělů – jej stála velké peníze a uvedla jej do dluhů. Mimo to musel přistoupit na volební kapitulaci toho smyslu, že ve všech důležitějších věcech se bude řídit radou kurfiřtů a že obnoví říšský regiment.
V říjnu 1520 byl v Cáchách korunován a tituloval se hned císařem. Veřejné mínění ve svaté říši jej přijalo příznivě, ač v té době ani neuměl německy a mohl být docela dobře považován za cizince. Zejména zástupci nového náboženského hnutí do něho kladli velké naděje, že se chopí reformace církve. Za příznivou okolnost se pokládalo, že papež Lev X. nepřál jeho kandidatuře na římský trůn. Ale Karel, na kterého měl v té věci vliv jeho zpovědník, františkán Glapion, byl sice přítelem reformace ve smyslu 15. století, byl by souhlasil s omezením papežské moci, ale nelíbilo se mu zpochybňování dogmatu a reforma prováděná za pomoci nižších vrstev, a zaujal nepřátelské postavení vůči Lutherovu reformnímu hnutí. To mělo v důsledku negativní dopad jak pro něho, tak pro říši.

### Martin Luther uvržen do klatby a říše rozdělena

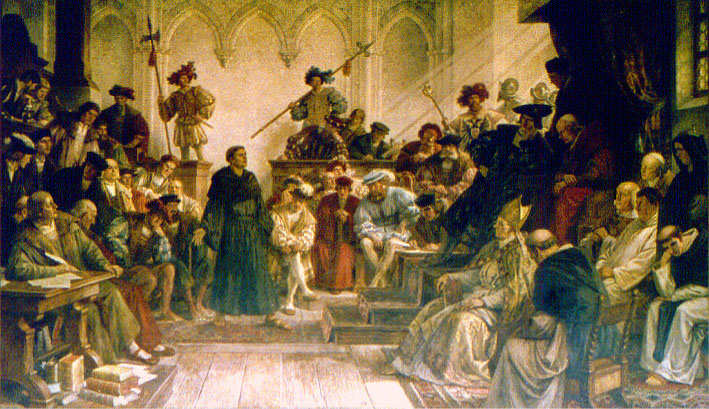
Martin Luther před Karlem ve Wormsu

Na svém prvním sněmu ve Wormsu dal 26. května 1521 přijmout edikt, jímž uvalil na Luthera říšskou klatbu a šíření jeho učení bylo zapovězeno. Na témž sněmu uspořádal Karel také některé věci týkající se správy říše a odevzdal alpské země svému bratru Ferdinandovi (čímž došlo k rozdělení rodu na španělskou a rakouskou větev). Pak odjel roku 1522 do Španělska, kde bylo zatím potlačeno povstání. Ještě za jeho pobytu v říši vstoupil do konfliktu s francouzským králem Františkem I., který se měl stát počátkem dlouholetého nepřátelství mezi Habsburky a Francií.
Karel zlepšil roku 1516 vztah s Františkem, ale když se stal pánem tak ohromných říší, cítil se František jeho mocí ohrožen a někdejší přátelství se proměnilo v opak. Z té a jiných příčin došlo mezi oběma roku 1521 k první a roku 1526 ke druhé italské válce. V první měl Karel za spojence Anglii, papeže a krom Benátek ostatní knížata italská. Na konci této války v roce 1525 dosáhla Karlova armáda velkého úspěchu u Pavie, a tak se papež Klement VII., obávaje se císařovy rostoucí moci v Itálii, spojil roku 1526 s Františkem.
Po bitvě u Moháče v srpnu 1526, kdy ve válce s Turky zahynul český a uherský král Ludvík Jagellonský, byl Karlův bratr Ferdinand, rakouský arcivévoda, zvolen českými stavy a částí uherské šlechty panovníkem v zemích Koruny české a v Uhersku. Vojska sultána Sulejmana I. mezitím obsadila velkou část Uherska a Habsburkové se tak dostali do přímého střetu s expandující Osmanskou říší. Když se počátkem roku 1529 Ferdinand dozvěděl o turecké invazi, požádal svého bratra o pomoc. Karel vyslal k obraně ohrožené Vídně německé lancknechty a elitní španělské arkebuzníky pod velením Louise de Avalos, ale většinu jeho německých a španělských jednotek vázaly boje v Itálii.

### Svatá říše římská

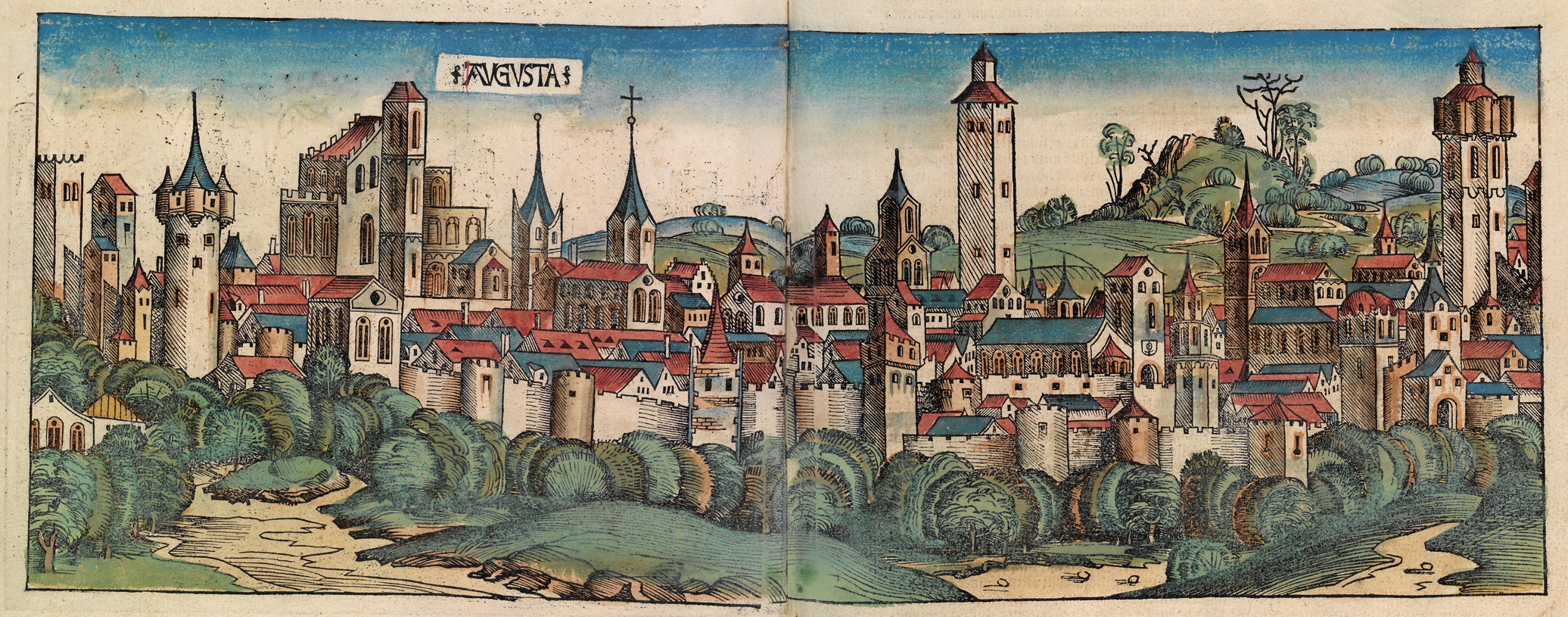
Panorama Augsburgu, hlavního německého sídla císařského dvora a místa konání mnoha říšských sněmů, jimž předsedal Karel V., vyobrazené na ručně kolorovaném dřevorytu z Norimberské kroniky

Po smrti svého dědečka z otcovy strany, Maxmiliána, v roce 1519 zdědil Karel habsburskou monarchii. Byl také přirozeným kandidátem kurfiřtů na nástupnictví po svém dědečkovi jako císař Svaté říše římské. Ve volbě císaře roku 1519 porazil Fridricha III. Saského, Františka I. Francouzského a Jindřicha VIII. Anglického. Podle některých se Karel stal císařem díky tomu, že zaplatil obrovské úplatky kurfiřtům a nabídl jim na oplátku více než ostatní. Korunu získal 28. června 1519. Dne 23. října 1520 byl korunován v Německu a o deset let později, 24. února 1530, byl korunován papežem Klementem VII. v Boloni jako císař Svaté říše římské, čímž se stal posledním císařem, který byl korunován papežem. Jiní však tvrdí, že ačkoli kurfiřti byli uplaceni, nebylo to hlavním důvodem výsledku volby, nebo to hrálo jen malou roli. Důležitým faktorem, který ovlivnil konečné rozhodnutí, bylo to, že Fridrich nabídku odmítl a pronesl projev na podporu Karla s argumentem, že říše potřebuje silného vůdce proti Osmanům, že Karel má potřebné zdroje a je německého původu.
Ačkoli byla Karlova pozice již na počátku jeho vlády silnější než u jeho předchůdců, decentralizovaná struktura říše se ukázala jako odolná, a to zejména kvůli reformaci. Právě v tomto klíčovém období byli Karel V. a Ferdinand příliš zaneprázdněni ne-německými záležitostmi na to, aby zabránili tomu, že se říšská města v Horním Německu odcizila císařské moci.
Kvůli Karlovým obtížím s koordinací mezi rakouskou, uherskou a středomořskou frontou v boji proti osmanské hrozbě, stejně jako na německé, burgundské a italské frontě proti německým protestantským knížatům a Francii, byla obrana střední Evropy, stejně jako mnoho dalších povinností spojených se správou říše, svěřena Ferdinandovi. Karel V. abdikoval na titul arcivévody rakouského v roce 1522 a o devět let později nechal německá knížata zvolit Ferdinanda římským králem, čímž se stal jeho nástupcem na císařském trůnu, což mělo „hluboké důsledky pro formování států v jihovýchodní Evropě“. Následně Ferdinand získal kontrolu nad Čechami, Chorvatskem a Uherskem s podporou místní šlechty a svých německých vazalů.
Karel abdikoval na císařský trůn v roce 1556 ve prospěch svého bratra Ferdinanda; nicméně kvůli dlouhým debatám a byrokratickým procedurám říšský sněm abdikaci neuznal (a tedy neučinil ji právně platnou) až do 24. února 1558. Do té doby Karel nadále používal titul císaře.

### Amerika

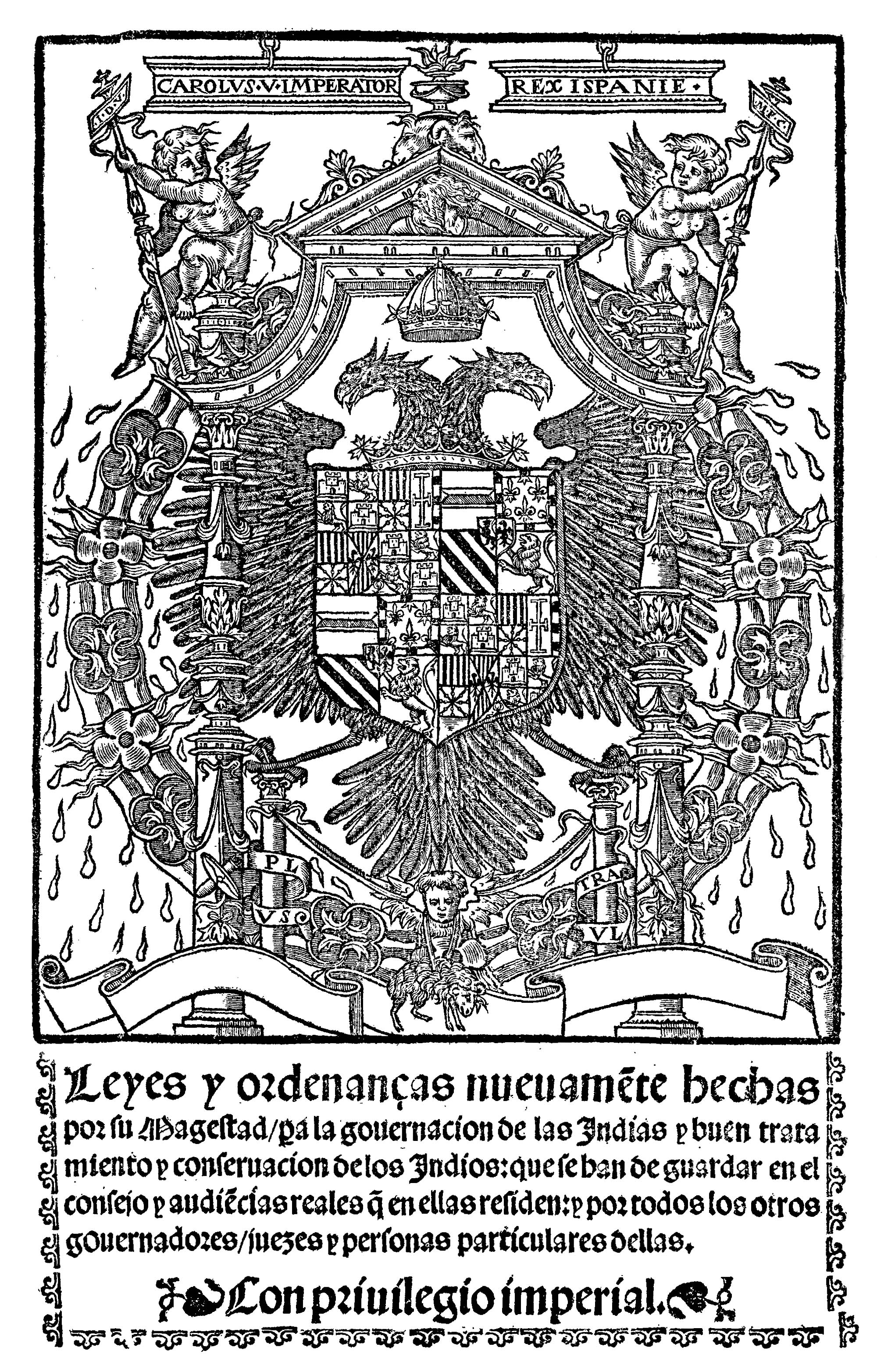
Frontispis Nových zákonů z roku 1542 vydaných Karlem V., císařem a králem španělským

Od své babičky z matčiny strany, Isabely I. Kastilské, která financovala první cestu Kryštofa Kolumba v roce 1492, zdědil Karel kastilská zámořská území v Americe. Španělská kolonizace Ameriky začala v roce 1493, ale tyto trvalé osady v Karibiku a na španělském pobřeží Jižní Ameriky byly okrajové vůči Karlově evropské říši a nebyly středem jeho pozornosti. Tordesillaskou smlouvou (1494) se Španělsko a Portugalsko dohodly na rozdělení zámořských území, takže s výjimkou Brazílie, na kterou si mohlo činit nárok Portugalsko, mohl Karel uplatňovat nárok na zbytek Nového světa.
Rozsah jeho známých držav se rozšířil díky španělskému dobytí Aztécké říše (1519–1521) pod vedením conquistadora Hernána Cortése a Magalhãesově obeplutí Země v roce 1522. Tyto úspěchy Karla přesvědčily o jeho božském poslání stát se vůdcem křesťanstva, které stále vnímalo značnou hrozbu ze strany islámu. Dobytí středního Mexika, které přivedlo vysoce rozvinutou domorodou civilizaci pod španělskou nadvládu, přimělo Karla k vytvoření institucí pro správu těchto území. Karel začal zakládat rady pro řízení různých aspektů svých držav, nejprve reorganizací stávající Rady Kastilie, kterou založila katolická Veličenstva. Význam Ameriky dokládá i to, že v roce 1524 založil Radu pro Indii, která měla řešit záležitosti kastilských zámořských území.
Na rozdíl od jeho evropských držav, které nebyly geograficky sjednocené, ale přesto se nacházely poměrně blízko sebe, musela správa Ameriky brát v úvahu Atlantský oceán. Před vytvořením místokrálovství zřídil nejvyšší soudní dvůr, tzv. audiencii, k vykonávání spravedlnosti. Formálně ustanovil konverzi domorodého obyvatelstva ke křesťanství, tzv. „duchovní dobytí“, a to vysíláním františkánských, dominikánských a augustiniánských mnichů od poloviny 20. let 16. století. S objevem rozsáhlých ložisek stříbra v severním Mexiku ve 40. letech 16. století a v roce 1545 v peruánském Potosí Karlovi rádci naléhali na regulaci těžby, aby bylo zajištěno, že drahé kovy poputují do královské pokladny.

### Protireformace

Karlovy državy v Evropě: Kastilie, Aragonie, Burgundsko, Svatá říše římská

K smíření mezi císařem a papežem Klementem VII., došlo ještě před dojednáním míru v Cambrai smlouvou v Barceloně (29. června 1529), načež Karel přijel ze Španělska, kde se až dosud zdržoval, do Itálie a učinil s papežem a jinými italskými státy velkou ligu, vlastně jakousi hegemonii. 23. února 1530 byl papežem v Bologni korunován korunou lombardskou i císařskou. To byla poslední císařská korunovace vykonaná papežem. Hned potom se odebral Karel do svaté říše, kam jej důrazně volalo stálé šíření protestantství, a svolal sněm do Augšpurku, kde se hodlal zasadit o odstranění církevní roztržky.
Zprvu pomýšlel na mírné dohodnutí s protestantskými stavy, k čemuž radil i jeho kancléř Gattinara, ale když protestanti nechtěli od augšpurské konfese ustoupit, potvrdil usnesení sněmovní majority, jímž byl v podstatě obnoven edikt wormský. Protestantští stavové však mezi sebou učinili 31. prosince 1531 šmalkaldský spolek, a jelikož zároveň byla moc Habsburků ohrožena Turky, byl Karel nucen prohlásit v Norimberku náboženský mír, dle něhož zatím měl potrvat stav dosavadní až do rozhodnutí příštího koncilu. O svolání koncilu, jehož se protestanti stále dovolávali, se Karel velmi horlivě zasazoval. Ještě roku 1532 podnikl výpravu proti Turkům, které donutil k ústupu z Ferdinandových zemí. Poté odešel do Itálie a na druhém sjezdu s papežem na konci roku 1532 v Bologni vyjednával o svolání koncilu. Papež, který se obával ztenčení své moci, neměl k tomu mnoho chuti. Sice slíbil svolání koncilu, ale žádné kroky ke svolání nepodnikl.

### Tažení do Tunisu a boj s Francií

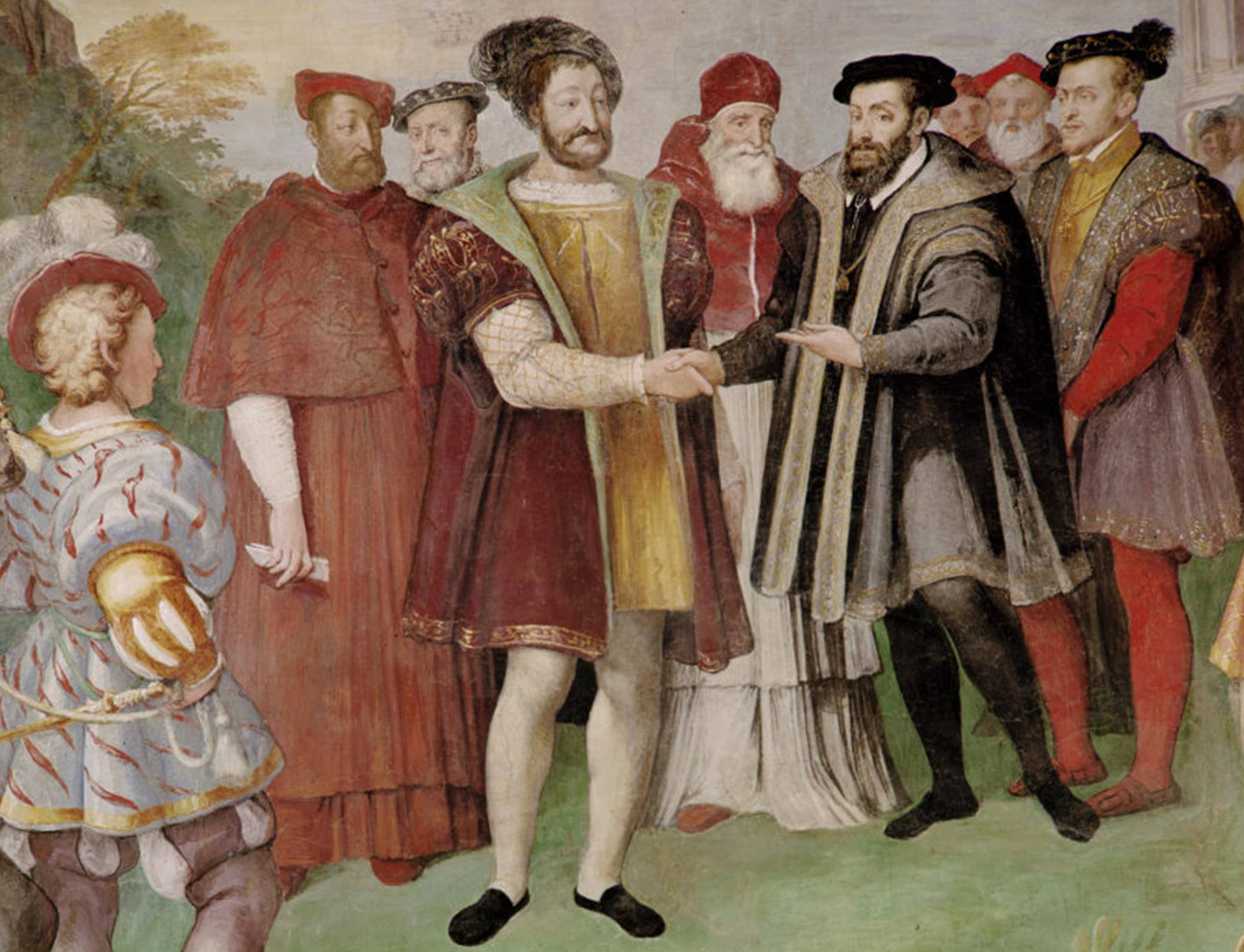
Příměří podepsané v roce 1538 v Nice mezi Karlem a Františkem I.

Karel byl potom po delší dobu zaměstnán na jiných stranách a nemohl se tak věnovat církevním záležitostem. Roku 1535 podnikl ze Španělska velikou výpravu proti Tunisu, kde se vlády zmocnil poturčenec Chajruddín Barbarossa a pod ochranou sultána cařihradského provozoval námořní loupežnictví. Karel dobyl Goletty, porazil Chajruddína a dosadil jím zapuzeného panovníka Muley Hasana. Osvobození 20 000 křesťanských otroků korunovalo tuto zdařilou výpravu, jež získala císaři v Evropě velikou úctu jako přednímu obhájci křesťanství proti islámu.
Ale již také vznikalo nové nepřátelství s Františkem I. Spor o Milán, kde roku 1535 vymřel rod Sforzů, a o Savojsko, na jehož některé části si František činil nároky, vedl roku 1536 k třetí válce mezi oběma panovníky, až roku 1538 papež zprostředkoval příměří v Nizze na 10 let. Císař podržel Milán, Francouzi Savojsko. Nákladné Karlovy války byly spojeny s velikým finančním útiskem jeho zemí a to, jakož i snahy Karlovy o zvýšení moci panovnické a omezení svobod stavovských i zemských budilo nespokojenost nejen ve Španělsku, kde Karel zatím zcela zdomácněl, nýbrž i v Nizozemí. Roku 1539 tu dokonce došlo ke vzbouření města Gentu.
Karel se vypravil osobně do Nizozemí, přemohl vzpouru a město přísně potrestal. Následně přijel po devítileté nepřítomnosti do Němec a vypsal sněm do Řezna, kde se mělo jednat o návratu protestantů do církve. Ale tyto snahy se ukázaly marnými, pročež byl prozatím obnoven nábožensky norimberský mír (1541). Karel byl nucen k povolnosti vůči protestantům, neboť touto dobou Turci ohrožovali Ferdinandovy země a také s Francií nastávalo nové nepřátelství, jež vedlo ke čtvrté válce (1542–44). Aby oslabil tureckou moc, podnikl Karel roku 1541 z Itálie výpravu proti Alžíru, kde se dosud držel Chajruddín pod vrchním tureckým panstvím a neustával v námořním loupežnictví. Ale výprava byla zmařena mořskými bouřemi a Turci činili potom jako spojenci Františka I. nemalé škody na italském pobřeží.
Šťastněji byla vedena válka proti Františkovi samému. V míru z Crespy (1544) se zřekl František nároků na Neapolsko a vrchního práva lenního nad Flandry a Artoiskem a slíbil ústně i pomoc proti protestantům. Milán zůstal císaři nejprve prozatímně, potom nadobro. Nyní se mohl Karel se vším důrazem věnovat uspořádání náboženských poměrů v Německu. Přese všechny nezdařené pokusy nepřestal dosud doufat v příznivý výsledek mírného jednání a stále usiloval o svolání koncilu. Když konečně po dlouhém jednání a po mnohých odkladech papež Pavel IV. v září 1544 svolal na rok 1545 tridentský koncil a protestanti jej odepřeli obeslat, rozhodl se Karel užít zbraně.

### Šmalkaldská válka

Obraz Karel V. u Mühlberka od Tiziana vyobrazuje Karla jako osamoceného vítěze

Maje mír s Francií, s Turky a přátelství s Anglií mohl se s celou mocí obrátit proti německým protestantům. Nadto se mu podařilo rozdělit jejich moc. Tajně přivedl na svou stranu saského vévodu Mořice, jemuž slíbil saské kurfiřtství, a některá menší knížata a zároveň pohnul kurfiřty falckého a braniborského k neutralitě, takže šmalkaldský spolek byl osamocen. Když se spolčil s papežem a s Ferdinandem, vyhlásil Karel v červenci 1546 acht na náčelníky spolku, kurfiřta saského Jana Fridricha a hesenského lankraběte Filipa. Ti však byli připravení, předešli jej a vtrhli na jih svaté říše a jen jejich nerozhodnost byla příčinou, že nedosáhli úspěchů. Tu však vpadl Mořic s Ferdinandem v listopadu 1546 nenadále do kurfiřtství saského a přinutili spojence k ústupu na sever, načež se jihoněmecká protestantská města musela vzdát.
Karel pak sám vtrhl do Saska a vítězstvím u Mülhberka 24. dubna 1547 boj rozhodl. Jan Fridrich byl zajat a Filip se poddal na milost i nemilost. Jelikož však papež, který se ulekl rychlého vzrůstu císařovy moci a který se obával jeho zasahování do jednání koncilu, přenesl sněm proti vůli císařově do Bologne, uspořádal Karel náboženské poměry ve svaté říši prozatímně v roce 1548 tzv. interimem v Augšpurku, jímž byly protestantům povoleny některé koncese, v podstatě se však měli navrátit ke katolickému vyznání.
Ale interim nejen že nemělo účinku na protestanty, kteří se podrobili jen zdánlivě, ale pobouřilo i katolíky. Nadto se Karel rozešel v této době i s bratrem Ferdinandem, zvoleným již roku 1531 německým králem – tedy nástupcem císaře – tím, že chtěl za jeho nástupce dát zvolit svého syna Filipa. A vůbec veliký vzrůst císařovy moci vzbudil odpor všech jeho nepřátel. Také Mořic Saský, jeho dosavadní spojenec, učinil proti němu tajně spolek s několika protestantskými knížaty a spojil se s novým francouzským králem Jindřichem II. Karel se konečně dohodl s papežem Juliem III. na novém svolání koncilu do Tridentu a pozval protestanty na tento koncil, když v tom na počátku roku 1552 Jindřich začal válku, dobyl Mety, Toul a Verdun a současně Mořic vtrhl do Tyrolska. Churavý císař, který neměl tušení o Mořicově zradě, se musel spasit rychlým útěkem z Innsbrucku do Villachu.
Tento neočekávaný obrat působil velmi nepříznivě na jeho mysl. Nezbývalo než s protestanty vyjednávat, přičemž prostředníkem byl Ferdinand. Aby se zbavil alespoň jednoho protivníka, obrátil se Karel s celou mocí proti Francii a oblehl Mety, nepořídil však ničeho a také v Itálii dařilo se Francouzům dobře. S protestanty pak podepsal Ferdinand roku 1555 augšpurský mír, jímž byly všechny Karlovy snahy o univerzalismus zmařeny.

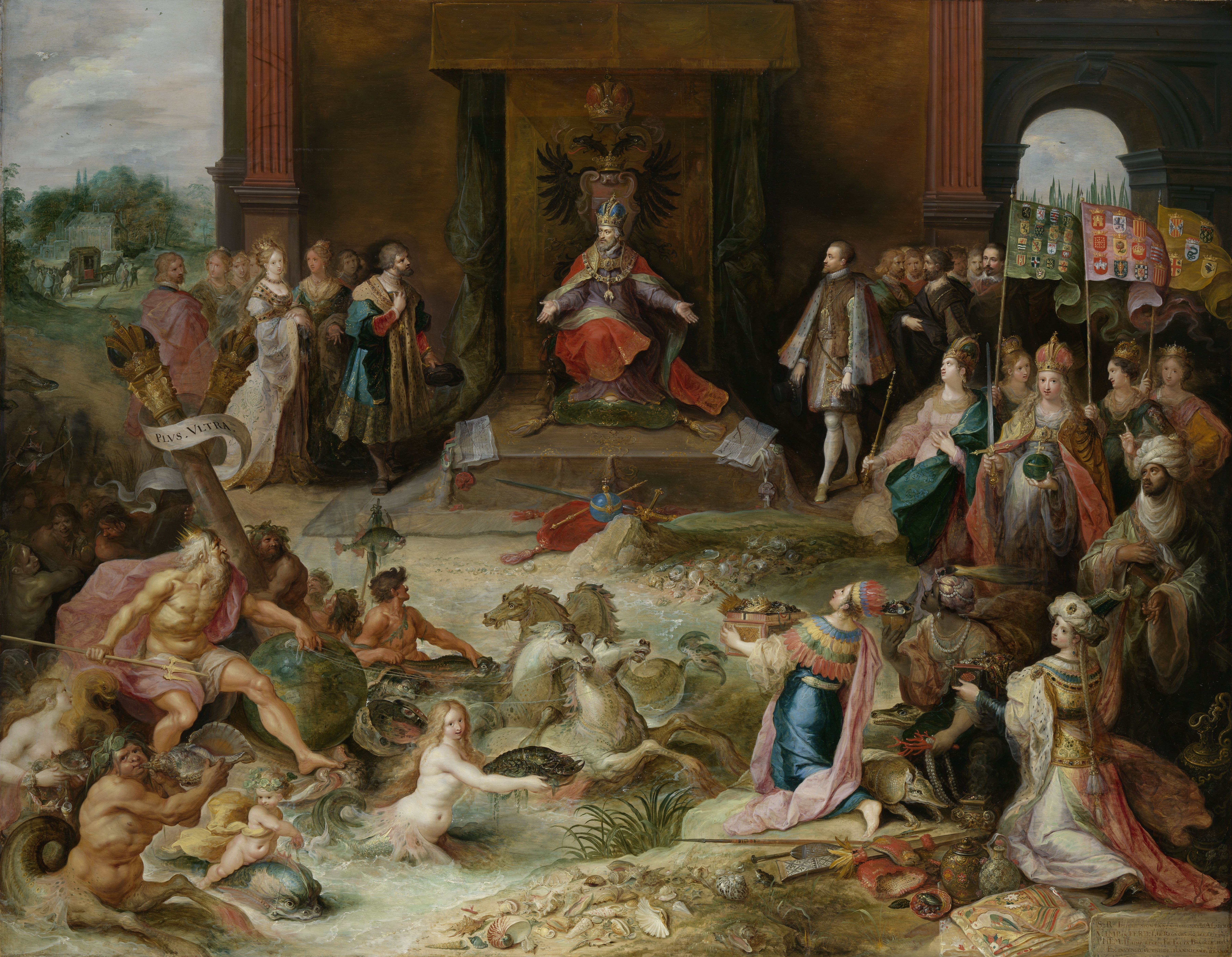
Alegorické vyobrazení abdikace Karla V. a zánik jednotné habsburské říše v roce 1555 v Bruselu

### Rezignace a poslední roky
Císařův plán ztroskotal a jeho zdravotní stav se rychle zhoršoval, proto se rozhodl odejít do ústraní. Ještě roku 1554 zorganizoval sňatek svého syna Filipa s Marií, královnou anglickou, s čímž spojoval velké naděje do budoucnosti, a počal provádět svůj záměr. Dne 25. října odstoupil Filipovi v Bruselu Nizozemí a 15. ledna 1556 i říši Španělskou. V září 1556 zřekl se také vlády ve svaté říši ve prospěch bratra Ferdinanda, čímž došlo definitivně k rozdělení habsburského rodu na španělskou a rakouskou větev a uchýlil se do blízkosti kláštera sv. Jeronýma zvaného Juste v Extremaduře. Zde žil ještě dvě léta ve vybraně zařízeném venkovském domě a se zájmem sledoval vývoj politické situace, přičemž si užíval světských radostí.

## Charakter
Karel byl slabé tělesné konstituce a měl chorobný zevnějšek. Deformace spodní čelisti mu od dětství působila problémy s řečí; v pozdější době ho sužovala dna a jiné neduhy, zapříčiněné prý zhýralým způsobem života v mladších letech. Pod jeho chladnou fasádou a uzavřeností se skrývala popudlivost a mstivost; nikdy nezapomínal urážky a nechával se strhnout hněvem.

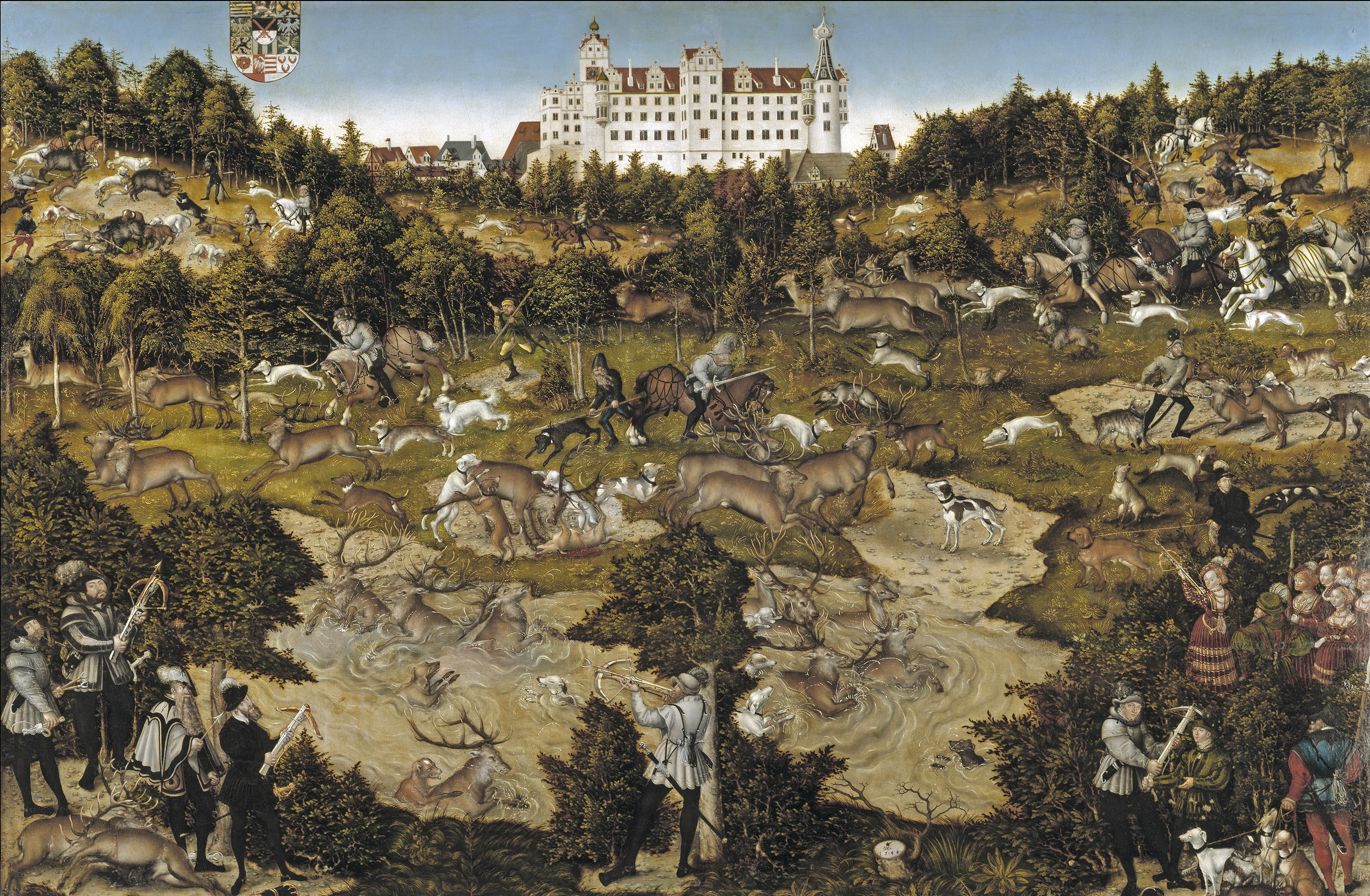
Hon na počest Karla na zámku v saské Torgavě. Malba Lucase Cranacha (1544)

Když v roce 1533 nechal španělský conquistador Francisco Pizarro, Karlův poddaný, popravit vládce Incké říše Atahualpu, Karel mu napsal nesouhlasný dopis, ve kterém vyjádřil svůj odpor k popravě vládnoucího monarchy a k tomu, že se Pizarro zaštiťoval právem. Karel se nechal obměkčit až pokladem z nově dobytého území v Novém světě ve výši 2 milionů zlatých dukátů, který použil na financování tuniského tažení v roce 1535.
Své plány sledoval s velkou vytrvalostí a houževnatostí. Poté, co si umínil a dobře rozvážil své cíle, sledoval je sice zvolna a opatrně, ovšem nedával se od nich odvrátit žádnými překážkami či nezdarem. Do vládní rutiny se vpravoval zvolna, až po několika letech panování, ale následně vždy bedlivě dbal svých povinností. Měl státnické nadání a nebyly mu cizí politické úskoky, ale jeho plány na obnovení císařství ve smyslu středověké svrchovanosti nad celým světem se již nehodily do jeho doby. Sám zase neměl porozumění pro zájmy jednotlivých národů a částí svého rozsáhlého panství. Určit jeho národnost je nesnadné: první řeč, kterou mluvil, byla francouzština a vedle španělštiny, které později se přiučil, mu sloužila do konce života jako řeč nejoblíbenější; německy se zato nikdy pořádně nenaučil. Karel sám prohlásil: „Španělsky mluvím k Bohu, italsky k ženám, francouzsky k mužům a německy ke svému koni.“

### Nemanželské děti
Karel za své „přirozené“ děti uznal Markétu Parmskou (1522–1586) a Juana de Austria (1547–1578) a postaral se o ně i jejich matky.

## Historiografie, připomínání a populární kultura

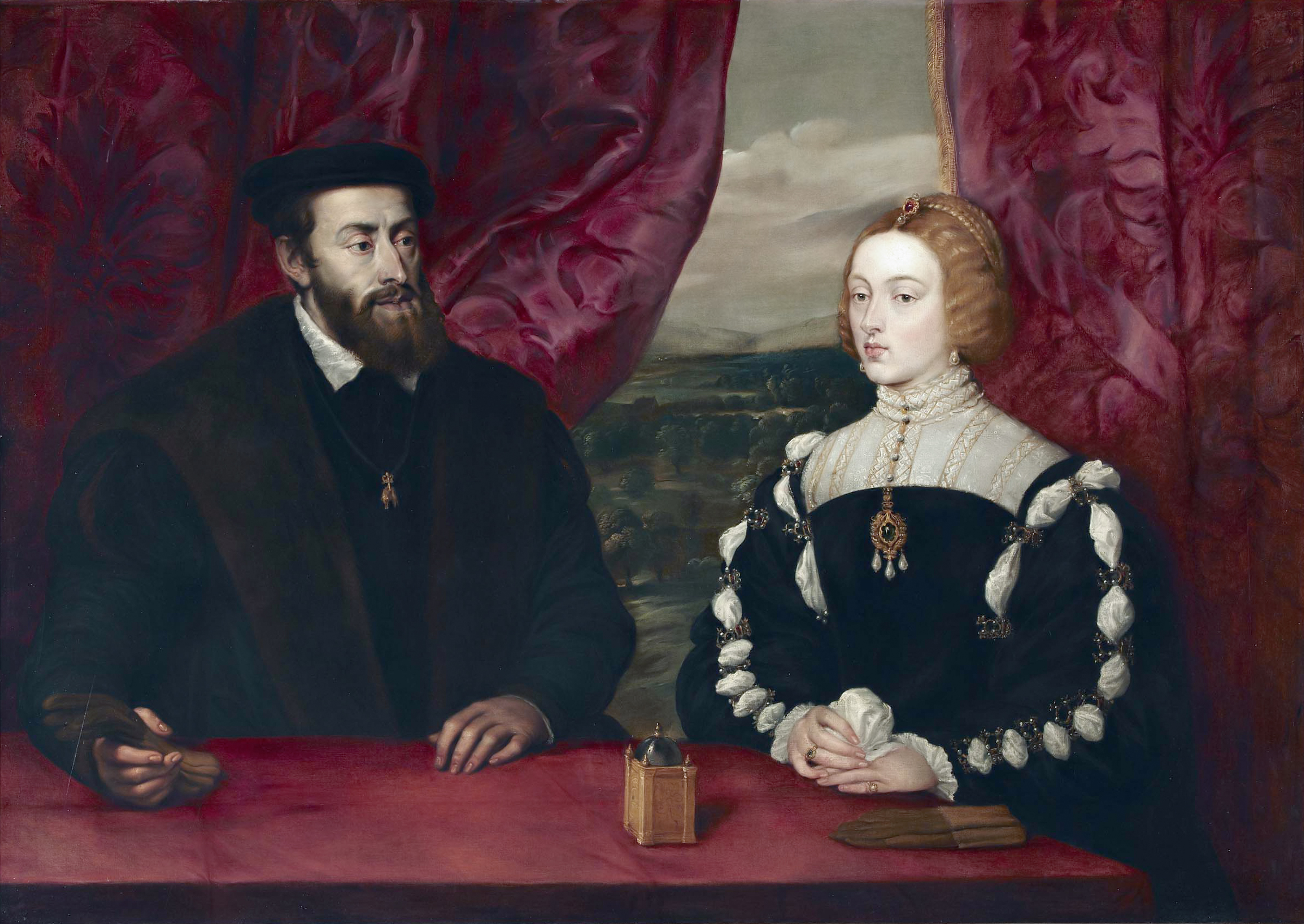
Císař Karel V. a císařovna Isabela. Peter Paul Rubens podle Tiziana, 17. století

Karel V. tradičně přitahoval značnou pozornost historiků. Panují mezi nimi rozdíly v názorech na jeho charakter, vládu a úspěchy (nebo neúspěchy) v zemích jeho osobní říše, stejně jako na různé společenské hnutí a širší problémy spojené s jeho vládou. Historicky byl některými vnímán jako velký vládce, jinými jako tragický neúspěšný politik. Moderní historici jej obecně považují za schopného politika, odvážného a efektivního vojevůdce, i když jeho politická vize a finanční hospodaření bývají zpochybňovány. Odkazy na Karla v populární kultuře zahrnují velké množství legend a lidových příběhů; literární zpracování historických událostí spojených s jeho životem a romantickými dobrodružstvími, jeho vztah k Flandrům a jeho abdikaci; a produkty prodávané pod jeho jménem.
Karel V. jako panovník byl připomínán v průběhu času na mnoha místech Evropy. Císařským usnesením Františka Josefa I. Rakouského ze dne 28. února 1863 byl Karel V. zařazen na seznam „nejvýznamnějších rakouských vládců a generálů hodných věčného následování“ a byl poctěn sochou v životní velikosti, kterou vytvořil český sochař Emanuel Max a která je umístěna ve Vojenském historickém muzeu ve Vídni. Čtyřsté výročí jeho smrti, oslavované v roce 1958 ve frankistickém Španělsku, spojilo místní katolickou inteligenci a řadu evropských (katolických) konzervativních osobností, čímž podpořilo imperiální nostalgii po Evropě Karla V. a Universitas Christiana a zároveň propagovalo zvláštní druh evropské identity. V roce 2000 se v Belgii konaly oslavy k 500. výročí Karlova narození.

### Veřejné pomníky

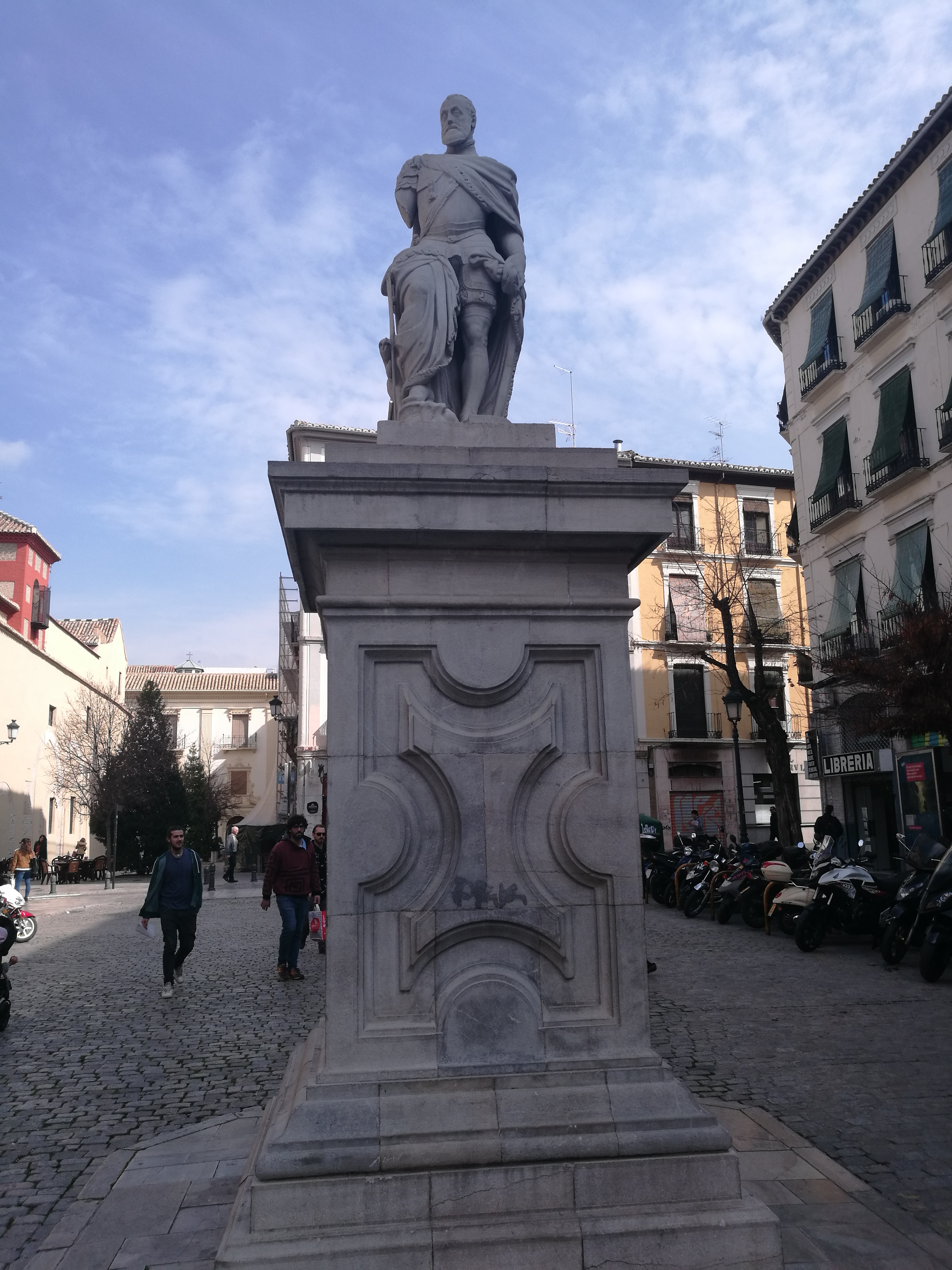
Socha Karla V. v Granadě ve Španělsku

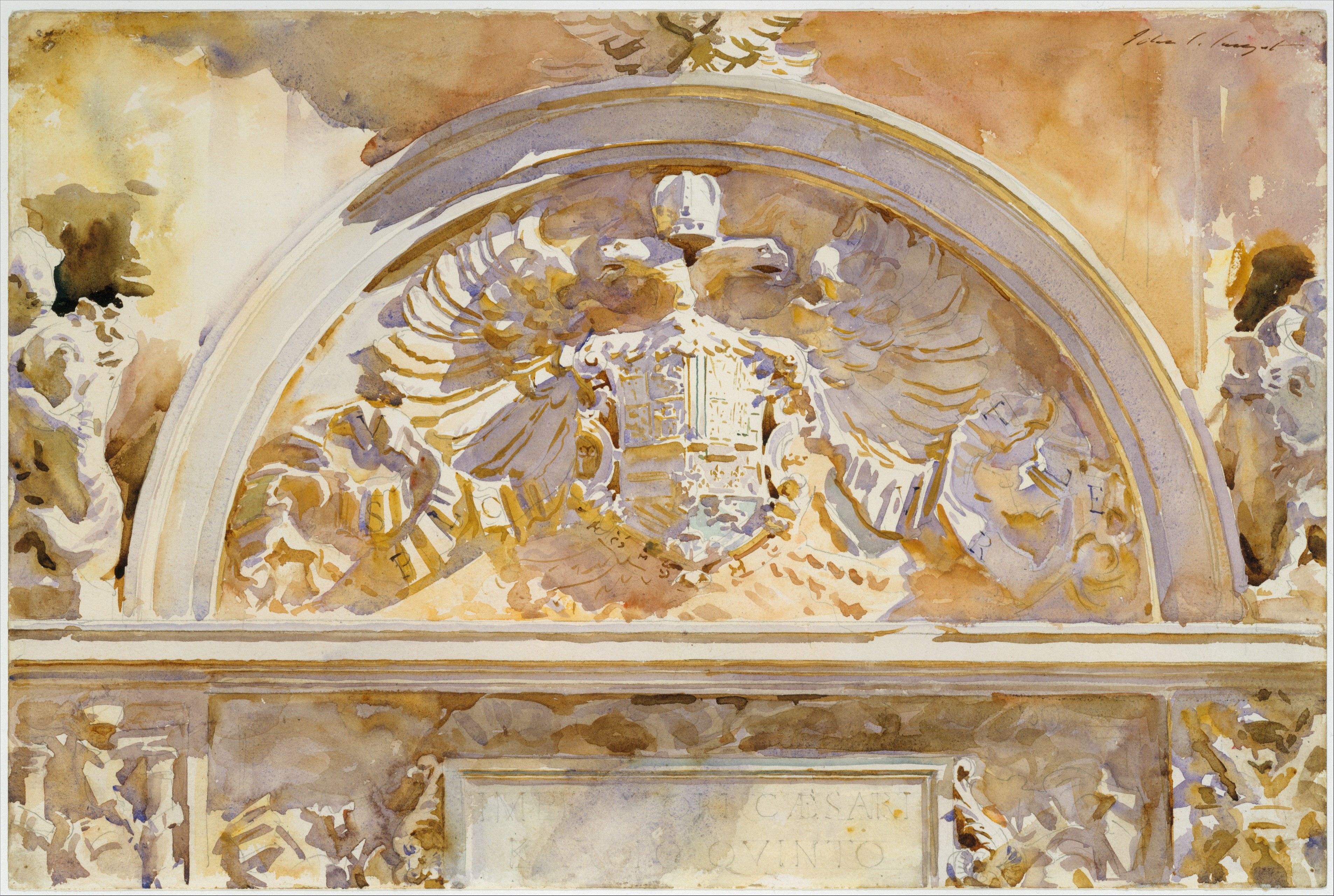
Erb Karla V., akvarel z roku 1912 od Johna Singera Sargenta, nyní uložený v Metropolitním muzeu umění v New Yorku

Neobvykle mezi významnými evropskými monarchy Karel V. během svého života odrazoval od monumentálních vyobrazení své osoby.
- Pomník Karla V. v Palermu byl postaven v roce 1631 a zobrazuje ho vítězně po dobytí Tunisu.
- Mezi další posmrtná vyobrazení patří sochy Karla na fasádě radnice v Gentu a Královském paláci Caserta.
- Socha Karla, darovaná městem Toledo, byla vztyčena v roce 1966 v Prinsenhofu v Gentu, kde se narodil.[32]
- Plaza del Emperador Carlos V je náměstí ve městě Madrid pojmenované po Karlu V.

### Divadelní hry
- Karel V. se objevuje jako postava ve hře Doktor Faustus od alžbětinského dramatika Christophera Marlowa. Ve čtvrtém dějství první scény A Textu Faustus na císařovo přání navštíví dvůr a s pomocí Mefistofela vyvolá duchy představující Alexandra Velikého a jeho milenku jako ukázku svých magických schopností.

### Opera
- Opera Ernsta Křenka Karl V. (opus 73, 1930) zkoumá kariéru titulní postavy prostřednictvím retrospektiv.
- Ve třetím dějství opery Giuseppe Verdiho Ernani je prezentována volba Karla za císaře Svaté říše římské.
- V další Verdiho opeře Don Carlos naznačuje závěrečná scéna, že Karel V., nyní žijící poslední léta svého života jako poustevník, zachraňuje svého vnuka Dona Carla před jeho otcem Filipem II. a inkvizicí tím, že Carla vezme s sebou do svého poustevnického obydlí v klášteře Yuste.

### Televize a film
- Karel V. je ztvárněn Hansem Lefebrem a výrazně figuruje ve filmu Martin Luther z roku 1953, pokrývajícím Lutherův život v letech 1505–1530.
- Karel V. je ztvárněn Torbenem Liebrechtem a výrazně figuruje ve filmu Luther z roku 2003, který pokrývá život Martina Luthera až po sněm v Augsburgu.
- Karel V. je ztvárněn Sebastianem Armestem v jedné epizodě seriálu Showtime Tudorovci.
- Karel V. je hlavním tématem seriálu TVE Carlos, rey emperador a je ztvárněn Álvarem Cervantesem.
- Karel V. je hrán Adrienem Brodym v připravovaném filmu Emperor.[33]
- Karel V. je ztvárněn Rupertem Everettem v seriálu The Serpent Queen.

## Vývod z předků
|                     |                          |  |                        |                              |  |  |  |  |  |  |  | Arnošt Habsburský |
|                     |                          |  |                        |                              |  |  |  |  |  |  |  |                   |
|                     | Fridrich III. Habsburský |  |                        |                              |  |  |  |  |  |  |  |                   |
|                     |                          |  |                        |                              |  |  |  |  |  |  |  |                   |
|                     |                          |  |                        | Cimburgis Mazovská           |  |  |  |  |  |  |  |                   |
|                     |                          |  |                        |                              |  |  |  |  |  |  |  |                   |
|                     | Maxmilián I. Habsburský  |  |                        |                              |  |  |  |  |  |  |  |                   |
|                     |                          |  |                        |                              |  |  |  |  |  |  |  |                   |
|                     |                          |  |                        | Eduard I. Portugalský        |  |  |  |  |  |  |  |                   |
|                     |                          |  |                        |                              |  |  |  |  |  |  |  |                   |
|                     | Eleonora Portugalská     |  |                        |                              |  |  |  |  |  |  |  |                   |
|                     |                          |  |                        |                              |  |  |  |  |  |  |  |                   |
|                     |                          |  |                        | Eleonora Aragonská           |  |  |  |  |  |  |  |                   |
|                     |                          |  |                        |                              |  |  |  |  |  |  |  |                   |
|                     | Filip I. Kastilský       |  |                        |                              |  |  |  |  |  |  |  |                   |
|                     |                          |  |                        |                              |  |  |  |  |  |  |  |                   |
|                     |                          |  |                        | Filip III. Dobrý             |  |  |  |  |  |  |  |                   |
|                     |                          |  |                        |                              |  |  |  |  |  |  |  |                   |
|                     | Karel Smělý              |  |                        |                              |  |  |  |  |  |  |  |                   |
|                     |                          |  |                        |                              |  |  |  |  |  |  |  |                   |
|                     |                          |  |                        | Isabela Portugalská          |  |  |  |  |  |  |  |                   |
|                     |                          |  |                        |                              |  |  |  |  |  |  |  |                   |
|                     | Marie Burgundská         |  |                        |                              |  |  |  |  |  |  |  |                   |
|                     |                          |  |                        |                              |  |  |  |  |  |  |  |                   |
|                     |                          |  |                        | Karel I. Bourbonský          |  |  |  |  |  |  |  |                   |
|                     |                          |  |                        |                              |  |  |  |  |  |  |  |                   |
|                     | Isabela Bourbonská       |  |                        |                              |  |  |  |  |  |  |  |                   |
|                     |                          |  |                        |                              |  |  |  |  |  |  |  |                   |
|                     |                          |  |                        | Anežka Burgundská            |  |  |  |  |  |  |  |                   |
|                     |                          |  |                        |                              |  |  |  |  |  |  |  |                   |
| Karel V. Habsburský |                          |  |                        |                              |  |  |  |  |  |  |  |                   |
|                     |                          |  |                        |                              |  |  |  |  |  |  |  |                   |
|                     |                          |  | Ferdinand I. Aragonský |                              |  |  |  |  |  |  |  |                   |
|                     |                          |  |                        |                              |  |  |  |  |  |  |  |                   |
|                     | Jan II. Aragonský        |  |                        |                              |  |  |  |  |  |  |  |                   |
|                     |                          |  |                        |                              |  |  |  |  |  |  |  |                   |
|                     |                          |  |                        | Eleonora z Alburquerque      |  |  |  |  |  |  |  |                   |
|                     |                          |  |                        |                              |  |  |  |  |  |  |  |                   |
|                     | Ferdinand II. Aragonský  |  |                        |                              |  |  |  |  |  |  |  |                   |
|                     |                          |  |                        |                              |  |  |  |  |  |  |  |                   |
|                     |                          |  |                        | Fadrique Enríquez de Mendoza |  |  |  |  |  |  |  |                   |
|                     |                          |  |                        |                              |  |  |  |  |  |  |  |                   |
|                     | Juana Enríquez           |  |                        |                              |  |  |  |  |  |  |  |                   |
|                     |                          |  |                        |                              |  |  |  |  |  |  |  |                   |
|                     |                          |  |                        | Mariana Fernández z Córdoby  |  |  |  |  |  |  |  |                   |
|                     |                          |  |                        |                              |  |  |  |  |  |  |  |                   |
|                     | Jana I. Kastilská        |  |                        |                              |  |  |  |  |  |  |  |                   |
|                     |                          |  |                        |                              |  |  |  |  |  |  |  |                   |
|                     |                          |  |                        | Jindřich III. Kastilský      |  |  |  |  |  |  |  |                   |
|                     |                          |  |                        |                              |  |  |  |  |  |  |  |                   |
|                     | Jan II. Kastilský        |  |                        |                              |  |  |  |  |  |  |  |                   |
|                     |                          |  |                        |                              |  |  |  |  |  |  |  |                   |
|                     |                          |  |                        | Kateřina z Lancasteru        |  |  |  |  |  |  |  |                   |
|                     |                          |  |                        |                              |  |  |  |  |  |  |  |                   |
|                     | Isabela I. Kastilská     |  |                        |                              |  |  |  |  |  |  |  |                   |
|                     |                          |  |                        |                              |  |  |  |  |  |  |  |                   |
|                     |                          |  |                        | Jan Portugalský              |  |  |  |  |  |  |  |                   |
|                     |                          |  |                        |                              |  |  |  |  |  |  |  |                   |
|                     | Isabela Portugalská      |  |                        |                              |  |  |  |  |  |  |  |                   |
|                     |                          |  |                        |                              |  |  |  |  |  |  |  |                   |
|                     |                          |  |                        | Isabela z Braganzy           |  |  |  |  |  |  |  |                   |
|                     |                          |  |                        |                              |  |  |  |  |  |  |  |                   |